# Jakobsson
Følgende personer har efternavnet Jakobsson:
- Kristinn Jakobsson (født 1969) - islandsk fodbolddommer
- Lilly Jakobsson (Jacobsson) (1893–1979) - svensk skuespillerinde.
- Sofia Jakobsson (født 1990) - svensk fodboldspiller,